# 大日向作太郎
大日向 作太郎（おおひなた さくたろう、1860年1月23日（安政7年1月1日） - 1914年（大正3年）10月23日）は、秋田県の政治家である。

## 来歴
現在の秋田県雄勝郡羽後町に生まれる。23歳で父と死別し、家督を相続した。
1889年（明治22年）に秋田県会議員となる。県議当選直後より船川港の築港整備を主張、1897年（明治30年）には「船川築港期成同盟会」を結成して委員長となり、着工を待つところにまでこぎ着けたが、日露戦争により整備は延期された。1902年（明治35年）に県会議長に就任。議長時代は「黒旋風」と呼ばれていた。
1907年（明治40年）に政界を引退する。船川港の整備が開始されたのはその4年後だった。この間の政治活動で家産をほぼ使い尽くしたという。
晩年は「秋田新報」や鉱山事業を手がける（後者は失敗）。心臓病を発症して、1914年10月23日死去。
没後の1935年（昭和10年）5月に、「大日向作太郎氏碑」が羽後町内の八反田公園に建立された。